# دروهان نقاره‌خانه
دروهان نقاره‌خانه، روستایی از توابع بخش کبگیان شهرستان بویراحمد در استان کهگیلویه و بویراحمد ایران است.

## جمعیت
این روستا در دهستان کبگیان قرار دارد و براساس سرشماری مرکز آمار ایران در سال ۱۳۸۵، جمعیت آن ۵۵۵ نفر (۱۰۷خانوار) بوده‌است.